# Aéroport international Juan-Santamaría de San José
Ne doit pas être confondu avec Aéroport international de San José ou Aéroport de San José del Cabo.
L'aéroport international Juan Santamaría de San José, (code IATA : SJO • code OACI : MROC) est un aéroport domestique et international desservant la ville de San José, capitale et plus grande ville du Costa Rica en Amérique centrale. Elle est également la capitale de la province de San José. L'aéroport se trouve sur la commune de Alajuela.

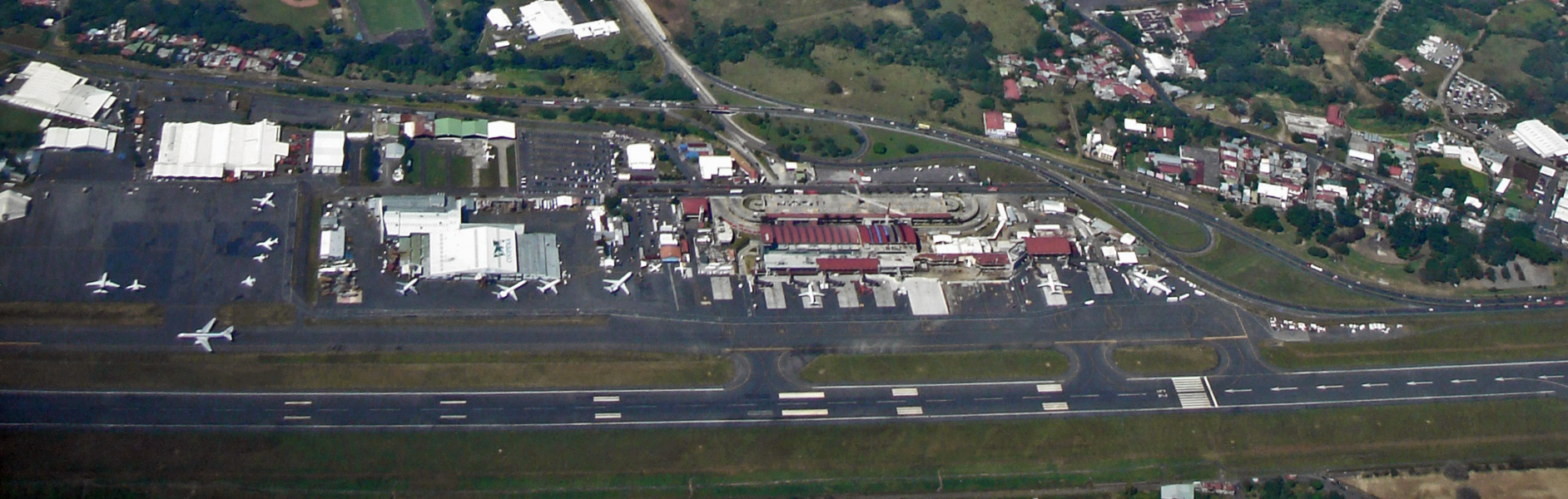
Vue aérienne de l'aéroport Juan-Santamaria.

## Situation
| \| 50 km1:1 721 000 \| Bahia Drake Barra del Colorado Coto 47 Golfito Nosara Palmar Sur Puerto Jiménez Punta Islita Quépos San Isidro de El General Tamarindo Tambor Tortuguero Libéria San José T. Bolaños Limón San José-J.-Santamaría |
| 50 km1:1 721 000 |

### En graphique
Le graphique qui aurait dû être présenté ici ne peut pas être affiché car il utilise l'ancienne extension Graph, désactivée pour des questions de sécurité. Des indications pour créer un nouveau graphique avec la nouvelle extension Chart sont disponibles ici.

Voir la requête brute et les sources sur Wikidata.

## Compagnies et destinations

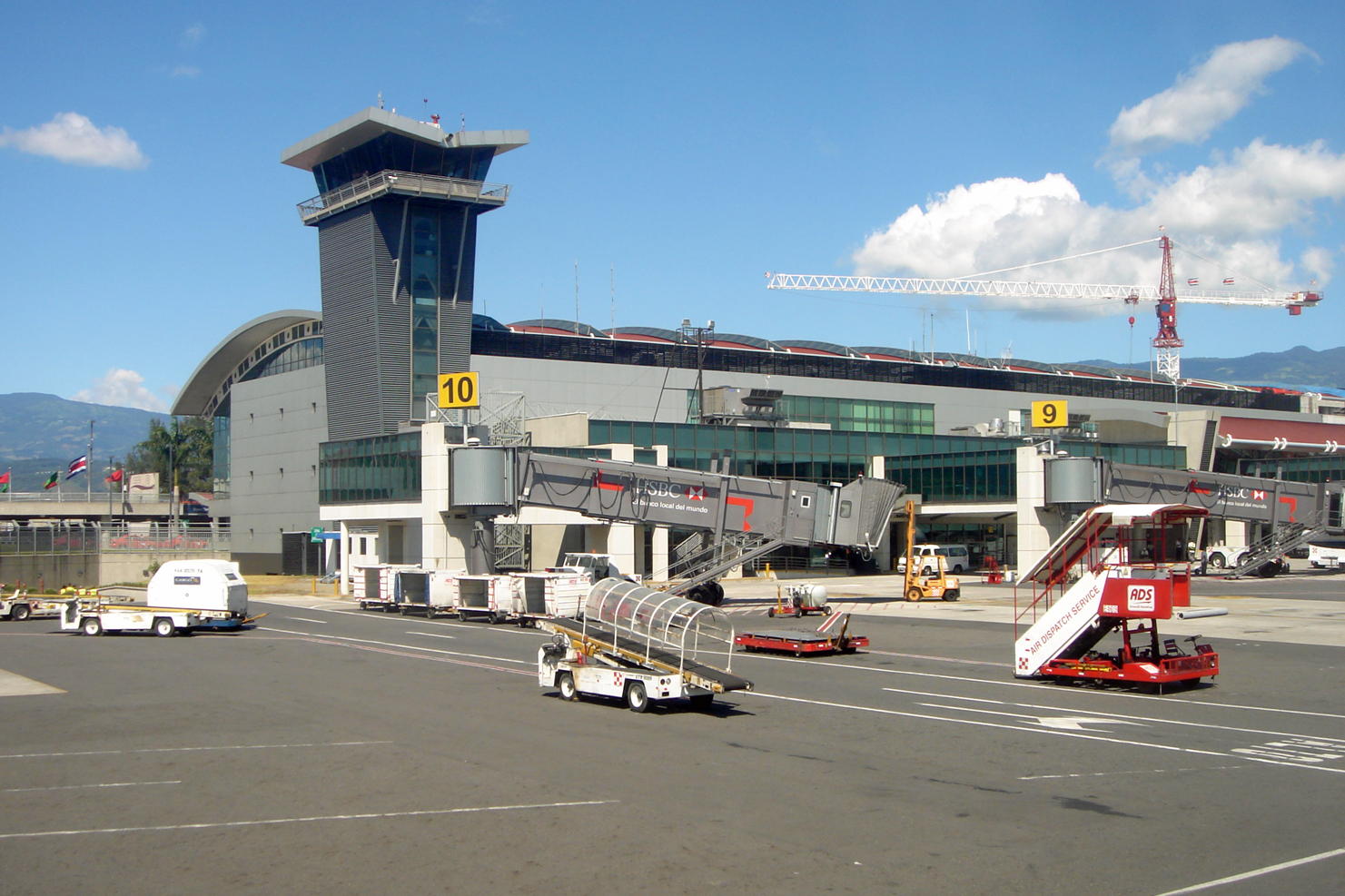
Terminal (portes 9 et 10) et tour de contrôle de l'aéroport Juan-Santamaria.

| Compagnies          | Destinations |
| ------------------- | --- |
| Aeroméxico          | Mexico-B. Juárez |
| Aeroméxico Connect  | Mexico-B. Juárez |
| Air Canada          | Montréal (P.-E.-Trudeau), Toronto (Pearson) |
| Air France          | Paris-Charles de Gaulle |
| Air Transat         | En saison : Montréal (P.-E.-Trudeau), Toronto (Pearson) |
| Alaska Airlines     | Los Angeles |
| American Airlines   | Dallas-Fort Worth, Miami En saison : Charlotte-Douglas, Chicago-O'Hare |
| Arajet              | Saint-Domingue Las Américas |
| Avianca Costa Rica  | Bogota-El Dorado, Buenos Aires-Ezeiza, Cancún, Carthagène-R. Núñez, Guatemala-La Aurora, Lima-J. Chávez, Managua (suspendu), Medellín-J. M. Córdova, Mexico-B. Juárez, New York-John F. Kennedy, Panama-Tocumen (suspendu), Quito-M. Sucre, San Salvador-M. O. A. Romero y Galdámez, Washington-Dulles |
| Avianca Colombia    | Bogota-El Dorado |
| Avianca El Salvador | San Salvador-M. O. A. Romero y Galdámez |
| British Airways     | En saison : Londres-Gatwick |
| Copa Airlines       | Guatemala-La Aurora, Managua (suspendu), Panama-Tocumen |
| Delta Air Lines     | Atlanta H.-Jackson, Los Angeles |
| Edelweiss Air       | Zurich |
| Frontier Airlines   | Atlanta H.-Jackson, Orlando |
| Iberia              | Madrid-Barajas |
| Iberojet            | Madrid-Barajas |
| JetBlue             | Fort Lauderdale-Hollywood, New York-John F. Kennedy, Orlando En saison : Los Angeles |
| KLM                 | En saison : Amsterdam |
| LATAM Perú          | Lima-J. Chávez |
| Level               | Madrid-Barajas |
| Lufthansa           | Francfort |
| Sansa Airlines      | Côte d'Éméraude (Nic.) (en), Coto 47, Bahia Drake, Golfito, La Fortuna-Arénal, Liberia-D.-Oduber, Limón, Nosara, Palmar Sur, San Isidro de El General, Puerto Jiménez, Quépos, Tamarindo, Tambor, Tortuguero                                                                                           |
| Southwest Airlines  | Baltimore-T. Marshall, Houston-W. P. Hobby En saison : Denver |
| Spirit Airlines     | Fort Lauderdale-Hollywood, Miami, Orlando |
| United Airlines     | Houston-George Bush, Newark-Liberty En saison : Chicago-O'Hare, Denver, Los Angeles, Washington-Dulles |
| VivaAerobús         | En saison Charter : Cancún (suspendu) |
| Volaris             | Cancún |
| Volaris Costa Rica  | Bogota-El Dorado, Cancún, Guatemala-La Aurora, Lima-J. Chávez, Mexico-B. Juárez, New York-John F. Kennedy, San Salvador-M. O. A. Romero y Galdámez |
| Wingo               | Bogota-El Dorado, Panama-Tocumen |

Édité le 06/01/2023